# Regional Pilsen
Regional Pilsen es una marca de cerveza producida en Venezuela por Cervecería regional. La Cerveza regional es de tipo Pilsen de cuerpo robusto y tiene un grado alcohólico de 5° G.L.  (5% por volumen).

## Historia
El nacimiento de Regional Pilsen se remonta al 14 de mayo de 1929, cuando un grupo de jóvenes y visionarios empresarios lanzó su producción en la ciudad de Maracaibo. Este hito marcó el inicio de Cervecería Regional y convirtió a Regional Pilsen en la primera cerveza comercializada por la empresa, estableciendo un precedente que perdura por más de noventa años.
La calidad de esta cerveza le valió la Medalla de Oro en la Exposición Internacional de París en 1937, siendo la única en el país en ostentar ese galardón.
En el año 1984 se crea la distribuidora regional para promover y distribuir el producto, sobre todo en el Oriente del país su mercado cautivo. Bajo la consigna “aquí nació el sabor regional y producido ha sido y será nuestro mayor orgullo”.  En 1992 expanden el mercado hacia Anzoátegui, Aragua, Barinas, Bolivar, Carabobo, Cojedes, Distrito Capital, Guárico, Lara, Miranda y Nueva Esparta.  En los años 2000 La Catira se convierte en su imagen publicitaria logrando expandirse nacionalmente.

## Presentaciones

### Envases
- Retornable casillero 36 X 222 ml
- Lata empaque 24 x 355 ml